# Sången om Fjölsvinn

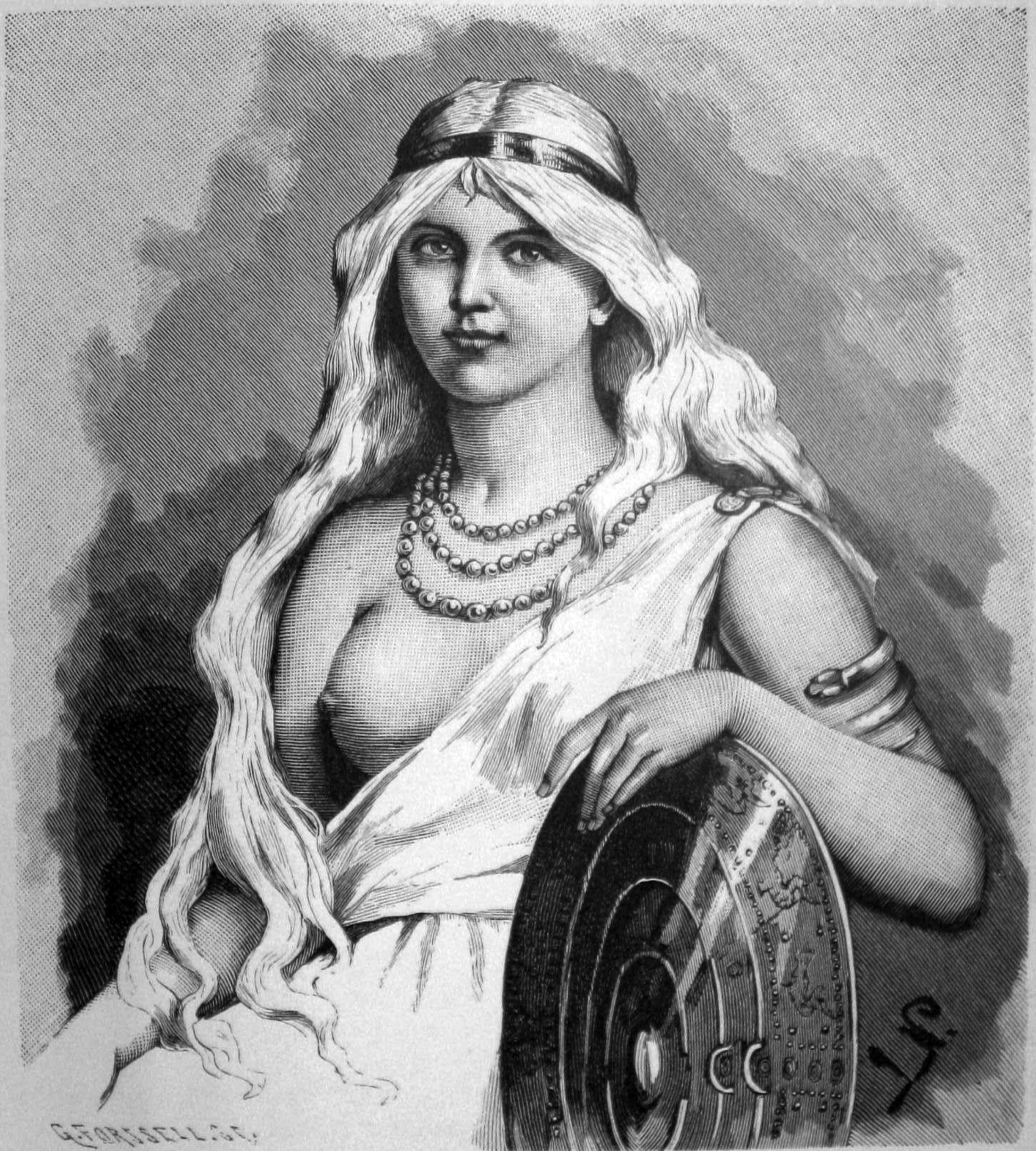
Menglöd. Illustration av Jenny Nyström, 1893.

Sången om Fjölsvinn (Fjölsvinnsmál) är sannolikt det yngsta av den poetiska Eddans kväden, med en trolig tillkomsttid under sent 1200-tal. Dikten finns inte i någon medeltida handskrift, men har bevarats i bristfälliga pappersavskrifter av Codex Regius från 1600-talet eller senare. Diktens början saknas. I sitt nuvarande skick består dikten av femtio strofer på ljóðaháttr, vari skildras hur den unge Svipdag på sin friarfärd till gudinnan Menglöd kommer fram till hennes borg och där hamnar i ordväxling med borgens väktare, jätten Fjölsvinn.
Fjölsvinnsmál avslutar den berättelse som påbörjades i eddadikten Grógaldr (Groas trollsång). Det betyder inte att dessa båda dikter har haft samme författare, men de bygger båda på samma myt, vilket Sophus Bugge och Svend Grundtvig övertygande har visat. Bugge gav därför de två dikterna det gemensamma namnet Svipdagsmál.

## Handling
Svipdag, som i Grógaldr stod i begrepp att ge sig ut på friarfärd, har nu kommit fram till gudinnan Menglöds borg. Han spanar över borgmuren som skyddas av en fladdrande låga (vafrlogi). Borgens väktare försöker köra bort honom och frågar vem han är. Svipdag säger inte sitt namn utan kallar sig för ”Vindkall”; hans far heter ”Vårkall”, säger han, och hans farfar kallas ”Fjölkall” (mycket kall). Väktaren själv uppger sig heta Fjölsvinn (Fjölsviðr) – ”den mångvetande” – vilket ger Svipdag anledning att fråga ut honom om borgen och allt vad som finns där. Dikten är således en mytologisk lärdomsdikt av liknande slag som Vafþrúðnismál, Alvíssmál och Heiðreksgátur, vilka också bygger på frågor och svar. Men medan utfrågningen i dessa dikter är på liv och död och har som syfte att göra svararen svarslös, är Svipdags tanke endast att få reda på hur han skall ta sig in i borgen till Menglöd.
I allt ställer Svipdag 18 frågor, och varje fråga börjar med:
| Segðu mér þat, Fjölsviðr! er ek þik fregna mun ok ek vilja vita: | Säg mig nu, Fjölsvinn, det jag frågar dig om och som jag vill få veta: |  |

Genom frågorna får vi veta att platsen är väl bevakad. Det är inte bara den fladdrande elden (vafrloginn) som håller främlingar borta. Grinden Trymgjöll fjättrar dem som försöker öppna den, och muren Gastrofnir tar livet av envar som försöker ta sig över. Två hundar, Gifr och Geri, vaktar gården, och de sover växelvis – den ene om dagen, den andre om natten – så att ingen skall kunna smyga förbi. Svipdag undrar om det inte finns någon mat som man kan kasta till hundarna, så att de glömmer bort sin vakttjänstgöring. Jo, medger Fjölsvinn, två vingstekar (vengbráðir) från Víðópnir skulle nog distrahera dem tillräckligt. Víðópnir visar sig vara en tupp (Gullinkambe?) som sitter i toppen på det väldiga trädet Mimameiðr – troligen en synonym för världsträdet Yggdrasil – så Svipdag frågar om det finns något vapen som kan fälla tuppen. Ett sådant finns, får han veta; det heter Lævateinn och ägs av en underjordisk härskarinna vid namn Sinmara. Men för att hon skall låna honom vapnet måste han först ge henne en gåva:
| Ljósan léa skaltu í lúðr bera, þann er liggr í Viðópnis völum, Sinmöru at selja, áðr hon söm telisk vápn til vígs at ljá. | Den ljusa lien skall du lägga i skrin, som ligger i Vidofnes lårben; den må Sinmara ha förrn hon säger sig villig att låna dig vapen till viget. |  |

Tydningen av denna strof är dock oviss. ”Lien” syftar troligen på en av tuppens stjärtfjädrar, och ordet völum (av vala?) betyder kanske ”ledknota”. Klart är att Svipdag ställs inför en omöjlig uppgift. Sinmara lämnar inte ifrån sig det enda vapen som kan dräpa tuppen, förrän hon är säker på att tuppen är död.
Svipdag lämnar nu denna tanke och börjar på nytt att med sina frågor utforska borgen och dess omgivningar. Berget där borgen ligger heter Lyfjaberg (”Läkedomsberget”), får han veta. Där sitter Menglöd omgiven av nio (eller kanske tio?) tärnor, som hjälper mot alla faror om man blotar till dem. Hjälp mot sjukdomar kan man också få genom att bestiga berget, och även frukterna från trädet Mimameiðr (en idegran?) är botande. Främst tycks det dock vara kvinnosjukdomar som avses.
Till sist ställer Svipdag frågan om Menglöd har någon man. Svaret blir att det bara finns en man som ödet har lovat henne, och hans namn är Svipdag. För första gången avslöjar nu Svipdag sitt rätta namn. Den ointagliga borgen öppnar sig då av sig självt, de blodtörstiga hundarna hälsar honom vänligt, och Menglöd kommer honom till mötes.

## Tolkningar
Det är ödet som har utsett Svipdag till Menglöds make. Trots att dikten först framställer det som omöjligt för honom att ta sig in i hennes borg, visar det sig att det enda som krävs är att han avslöjar sin rätta identitet. Det skulle alltså inte ha blivit någon dikt om han redan från början hade talat om vem han var. Att så inte sker brukar förklaras med ”forntidens tro på namnets makt och betydelse”. Namnet troddes vara oupplösligt förbundet med namnets bärare; den som lyckades utröna någons namn kunde därmed få magisk makt över denne.
Men Svipdag är inte ensam om att dölja sin identitet. Inte någon mytologisk person eller företeelse nämns i dikten under sitt rätta namn, och hur de skall identifieras är långt ifrån säkert. De vanligaste gissningarna likställer Menglöd med Freja (dock utan tvingande skäl, enligt Rudolf Simek). Svipdag skulle då vara hennes make Od – också han en i mytologin tämligen gåtfull gestalt. De täcknamn som Svipdag använder för sig själv och sin far och farfar (”Vindkall”, ”Vårkall” och ”Fjölkall”), har av företrädare för naturmytologiska tolkningar ansetts utpeka honom som ”en specialform av Frej”, vilken ”såsom vårens gud giljar till växtlighetens gudinna”. Fjölsvinn har ibland identifierats med Oden, och de hundar som vaktar borgen skulle då vara ulvarna Gere och Freke.
Den mest fantasifulla tolkningen av Fjölsvinnsmál och myten om Svipdag gjordes av Viktor Rydberg i Undersökningar i germanisk mythologi 1886–1889. Rydbergs mytologiska skrifter anses numera inte vara vetenskapliga, men Eysteinn Björnsson har på senare år sökt utröna hur långt det ändå är möjligt att följa Rydberg utan att förlora det vetenskapliga fotfästet.
Sagomotivet i Fjölsvinnsmál har varit känt på flera håll under europeisk medeltid. Hjalmar Falk har påvisat likheter med Gralsagan och den kymriska sagan om Culhwch och Olwen. Svend Grundtvig och Sophus Bugge fann att berättelsen om Svipdags färd är identisk med handlingen i de dansk-svenska balladerna om Sveidal (Svendal, Svedendal, Silfverdal). Dessa ballader troddes först vara moderniseringar av den isländska dikten, men det finns ingenting som säger att den isländska versionen är äldst. Fjölsvinnsmál kan mycket väl vara en isländsk anpassning av sagomotivet efter vad man där, under den så kallade litterära ”renässansen”, förväntade sig av en mytisk/heroisk dikt. ”Diktaren har skapat mytisk atmosfär genom att låna hämningslöst både form och glosor från äldre dikt; men själva äventyret härstammar från tidens romaner, från samma källa som den dansk-svenska balladen om Sveidal.”